# Baskická mytologie

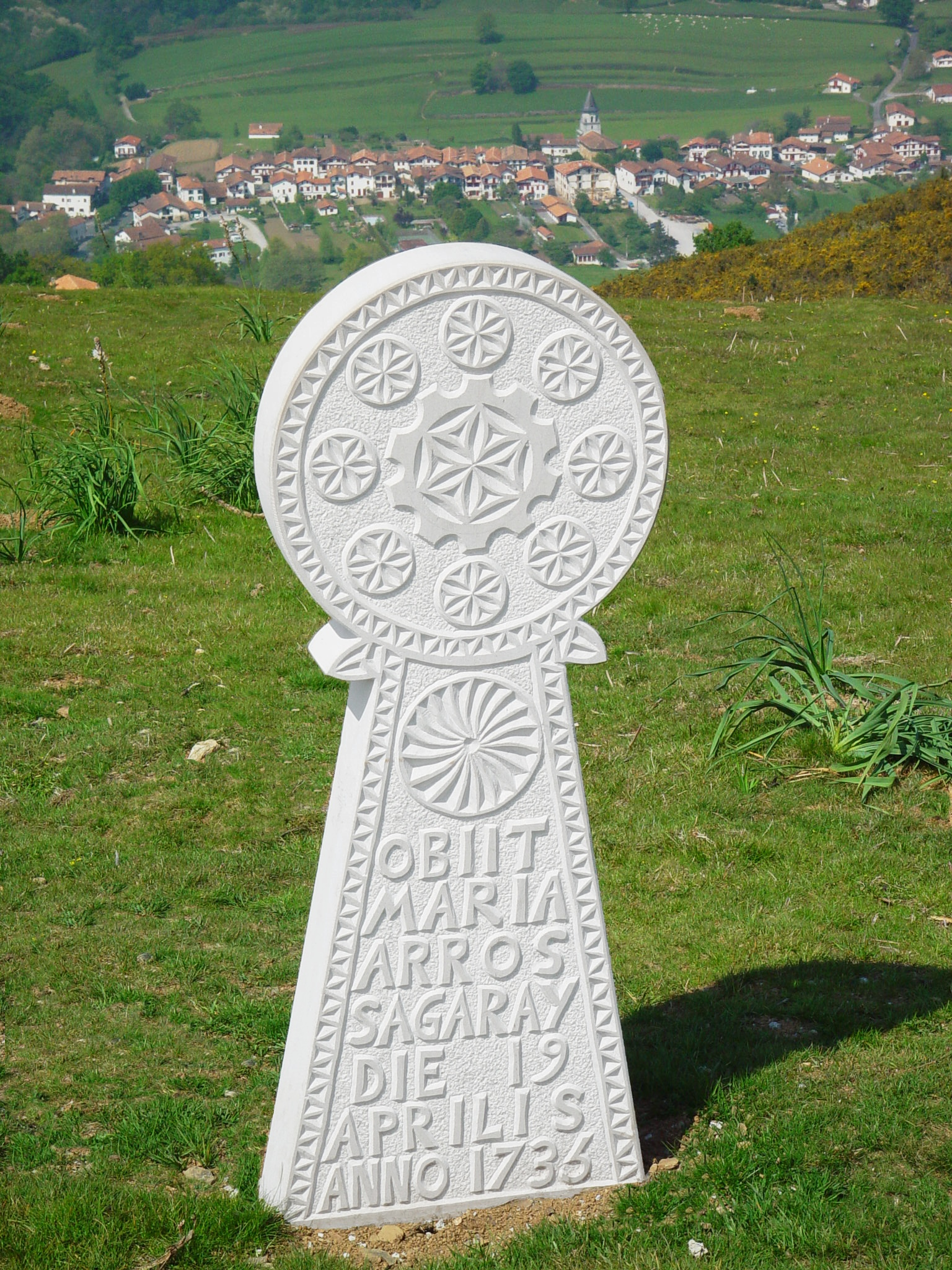
Rekonstrukce náhrobního kamene Hilarri, se symboly z baskické mytologie

Baskická mytologie je soubor příběhů a představ předkřesťanských Basků o bozích, hrdinech, a dalších stvoření, stejně jako o stvoření a povaze světa.
V legendách o baskických lidech je Amalur hlavní božství, to znamená „Matka Země“. Je to schránka všeho, co existuje, všech živých bytostí a v důsledku toho, co umožňuje existenci samotné lidské bytosti. Země se nám ukazuje jako stanoviště všech živých bytostí, které vlastní svoji vlastní životní sílu, která vytvořila naše přirozené prostředí. Je to to, co umožňuje existenci zvířat a rostlin, a to, co nám dává lidské bytosti jídlo a nezbytné místo k životu, kde žijí duše zemřelých a většina mytologických postav. Víra v Amalura je u baskických lidí před invazí indoevropských národů velmi stará. Od té doby, co tyto kultury dorazily z východu do Evropy, zavedly víru v nebeská božstva. Další z hlavních postav v této mytologii byla bohyně Mari a její manžel Sugaar.

## Zdroje
O tom, jaká byla baskická mytologie není mnoho známo, protože postupně zanikla pod nátlakem křesťanství. Přesto je o ní něco známo a to z těchto zdrojů:
- Zmiňuje se o ní Strabón.
- Zmiňují se o ní arabští písaři ze Španělska.
- Z deníku poutníka jménem Aymeric Picaud (12. století)
- Mnoho zdrojů ze středověku o pohanských rituálech (včetně záznamů inkvizice).
- Z lidových vyprávění, která byla sepsána v 19. a 20. století (sepisoval je například baskický spisovatel Jose Migel Barandiaran), jedná se o největší zdroj informací.
- Moderní studie baskických názvů míst.

Baskicko si uchovalo četné legendy, které hovoří o mytologii nejbohatších v Evropě. Tato kultura přežila až do 21. století z rukou spisovatelů a umělců, kteří se narodili a vyrůstali s magií mytologie, mezi nimiž musí být Patxi Xabier Lezama Perier vyzdviženi příběhy o mýtech a božstvech baskického mytologického vesmíru.

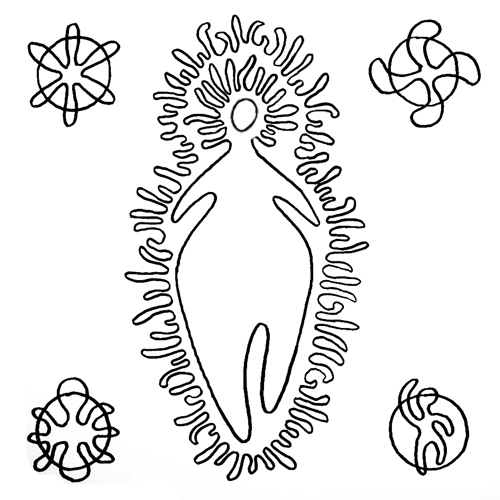
Bohyně Mari a její symboly

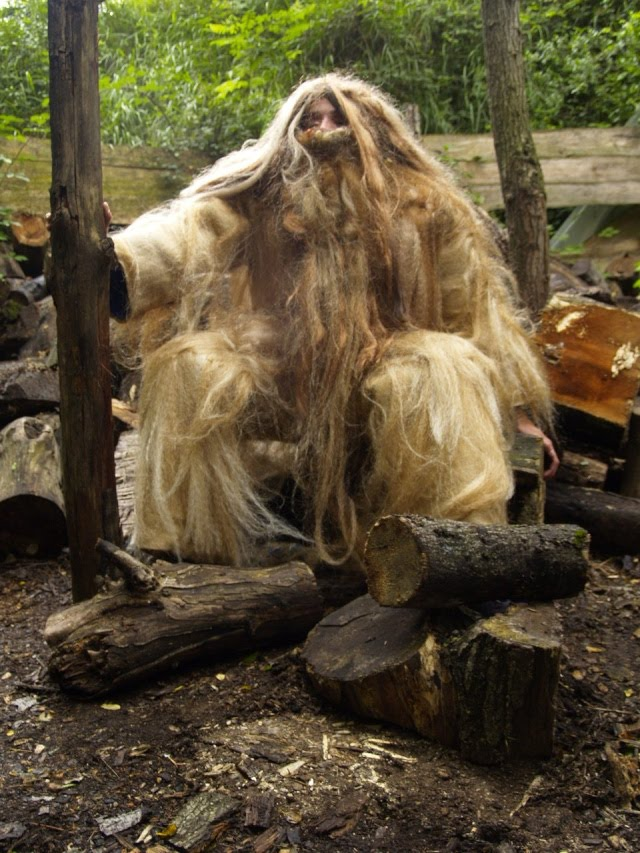
Basajaun

## Bohové baskické mytologie
- Amalur, Hlavní božstvo znamená „Matka Země“
- Aide, bůh větru a vzduchu
- Eate, bůh bouře někdy spojovaný s ohněm a ledem
- Egoi, bůh větru
- Eki, bůh slunce, jeho matka byla bohyně země Lurbira
- Ilargi nebo Ile, bůh Měsíce
- Inguma, bůh nočních můr
- Mari, hlavní bohyně, manželka Sugaara
- Orko, bůh hromu
- Sugaar, manžel Mari, spojený s hromy a blesky

### Další postavy baskické mytologie
- Aatxe, zlý jeskynní duch ve formě mladého rudého býka nebo mladého muže
- Akerbeltz, démon vypadající jako koza
- Basajaun, divoký lesní muž. Jeho žena se nazývá Basandere.
- Gaueko, zlý noční duch
- Herensuge, drak, hrající důležitou roli v několika baskických legendách.
- Iratxoak, baskičtí skřítkové, kteří se chovají podle toho, jak je s nimi zacházeno
- Jentilak, rasa obrů. Někdy jsou vyobrazeni, jak hází kameny na kostely.
- Lamia, nymfa s ptačíma nohama, která přebývá v řece
- Odei, duch přírody symbolizující bouřkové mraky
- Olentzero, vánoční postava (ekvivalent českého Ježíška)
- San Martin Txiki, další vánoční postava, je to šprýmař
- Sorginak, služky a pomocnice bohyně Mari. Slovo Sorginak je též označením pro čarodějnice.
- Tartalo, baskická verze Kyklopa